# Stepnoïe (raïon de Chakhtiorsk)
Stepnoïe (en russe: Степное, en ukrainien Степне, Stepne) est un village situé dans la  république populaire de Donetsk, région russophone séparatiste d'Ukraine non reconnue par l'ONU. Elle faisait partie administrativement de l'oblast de Donetsk et du raïon de Chakhtiorsk. Sa population est d'une vingtaine de personnes. Il s'agissait d'un ancien kolkhoze et le village, dépeuplé depuis, se nommait Vorochilova du nom du maréchal Vorochilov.

## Géographie
Stepnoïe se trouve à 63,7 km de Donetsk et à 17,2 km de Chakhtiorsk à 204 m d'altitude.